# Jan van Huysum
Jan van Huysum (Amszterdam, 1682. április 15. – Amszterdam, 1749. február 7.) németalföldi festő.

## Élete
Apjától tanult, aki kedvelt tájkép-, portré- és virágfestő volt. Ő maga is festett tájképeket, melyek többnyire modorosak, „árkádiai” jellegűek. De ugyanígy vannak csendéletei is. Legszebb művei a müncheni, berlini, bécsi, drezdai és szentpétervári képtárakba kerültek. Többnyire az ő képeit másolta bátyja, Jacob van Huysum (1680–1740), akitől egy mitológiai tájkép is van a bécsi Liechtenstein-képtárban.

## Galéria

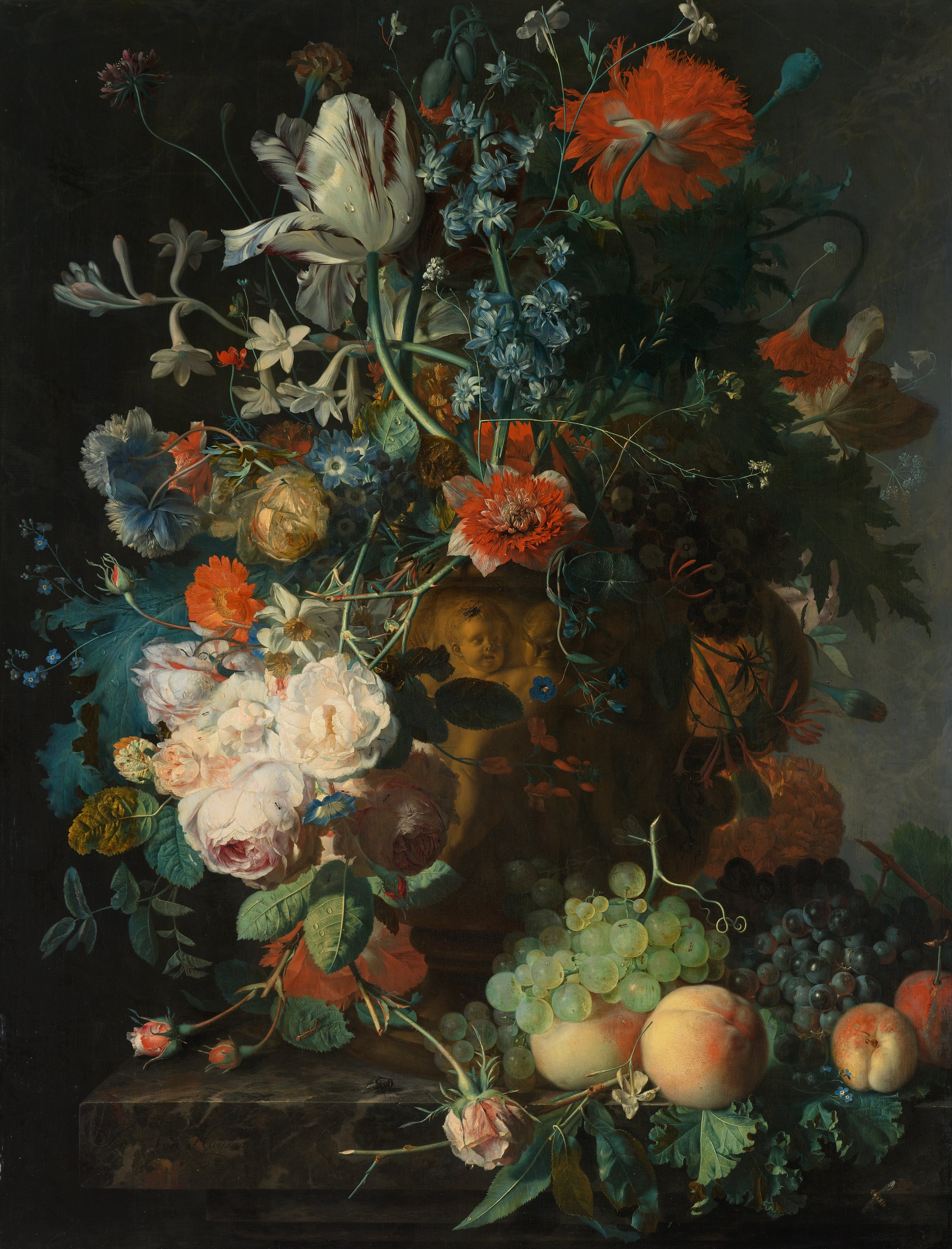
Virágok és gyümölcsök
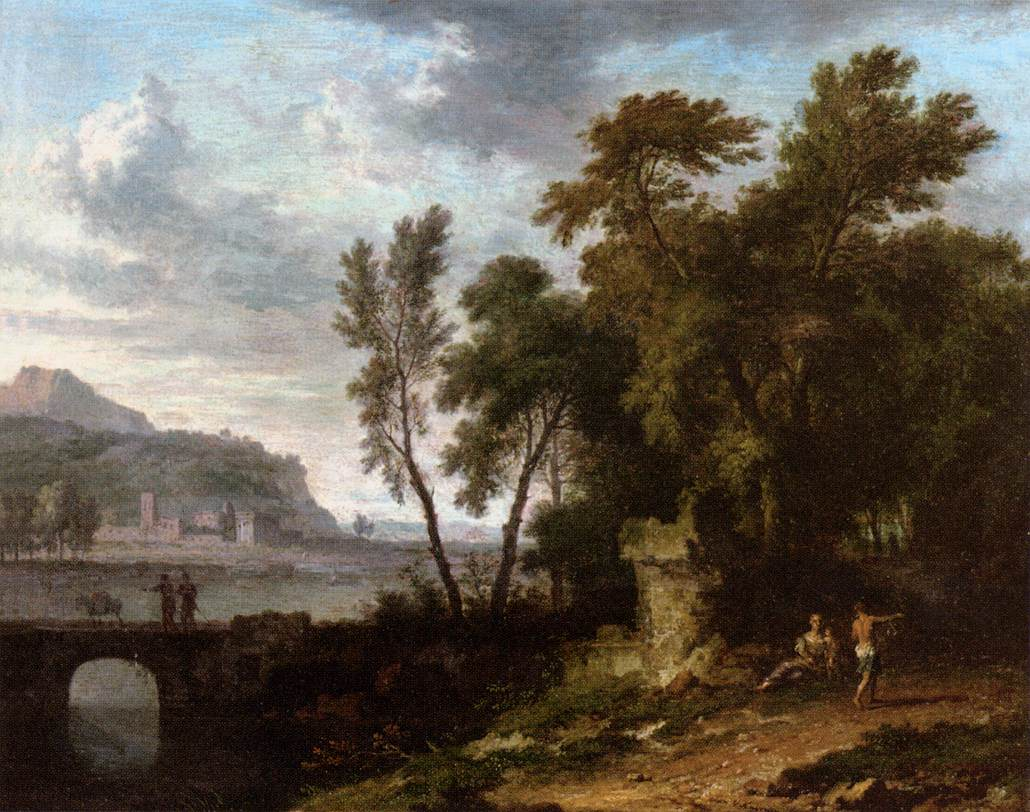
Tájkép
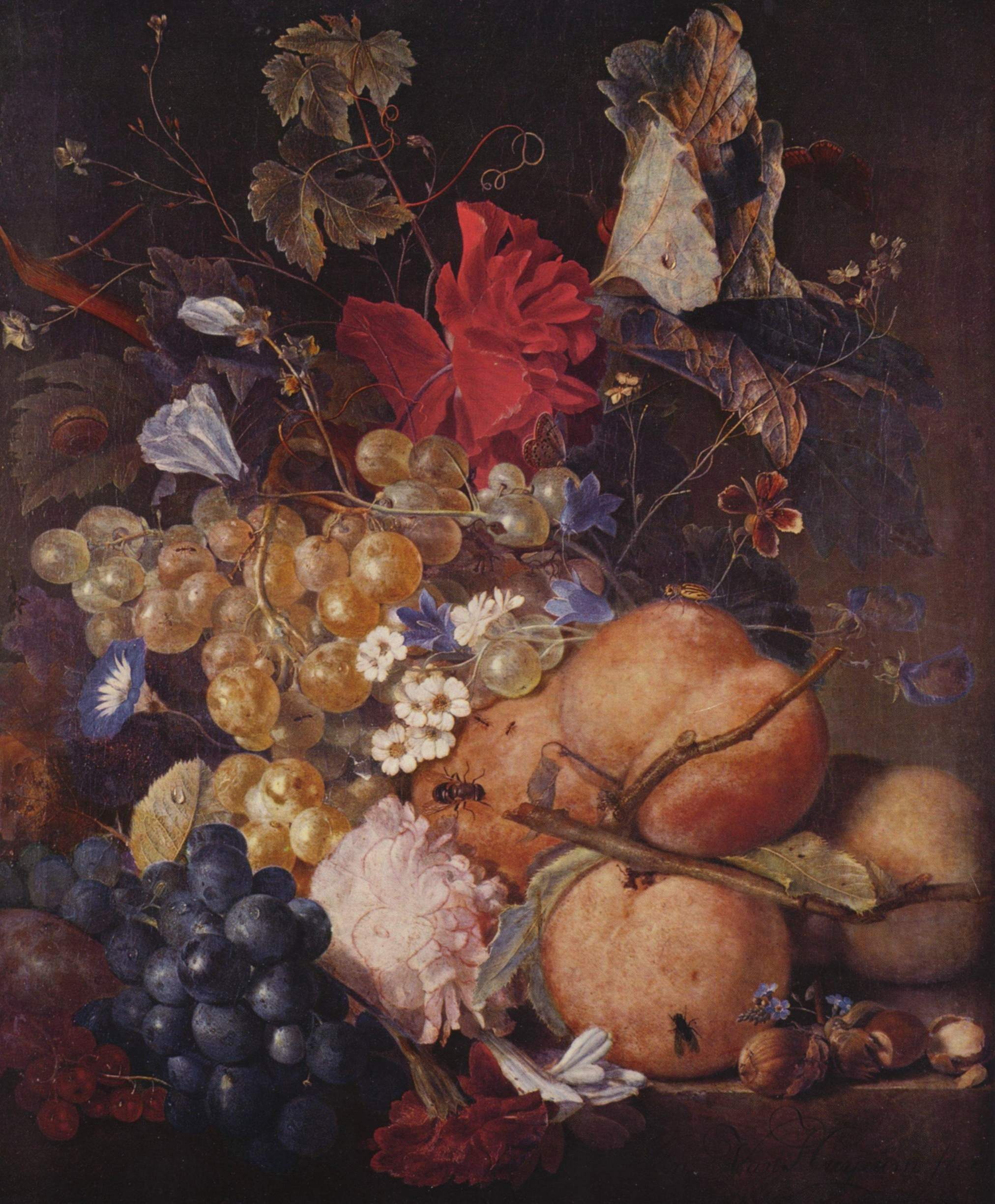
Gyümölcsök, virágok és rovarok
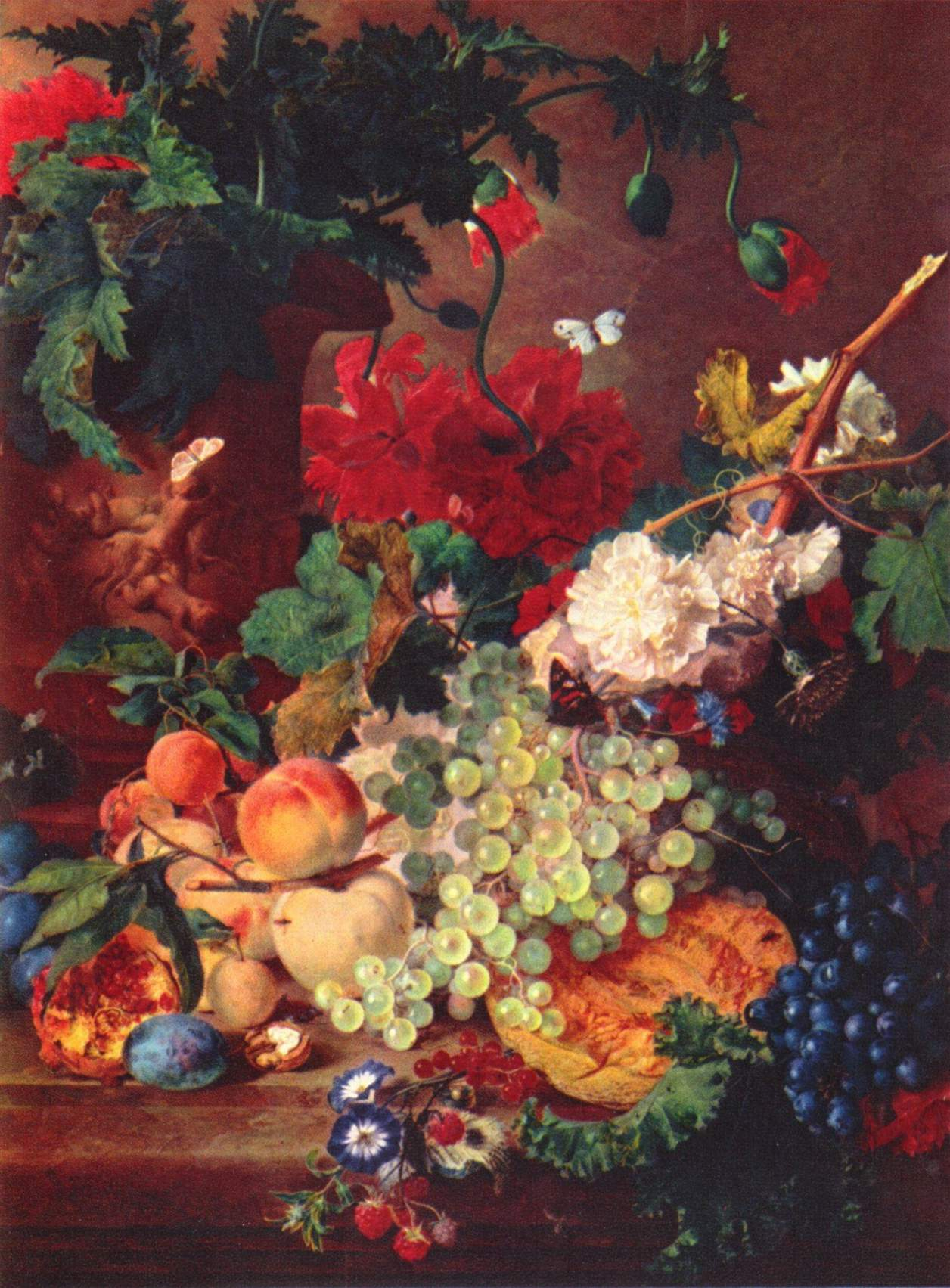
Csendélet